# برگ نو (سرده)
برگ نو، مندارچه (نام علمی: Ligustrum) نام یک سرده از تیرۀ زیتون  است.

## گونه‌ها
- برگ نو
- برگ نوی آمریکایی
- برگ نوی چینی
- برگ نوی درخشان